# Koročanskij rajon
Il Koročanskij rajon (in russo Корочанский район?) è un rajon dell'Oblast' di Belgorod, nella Russia europea; il capoluogo è Koroča. Istituito nel 1928, ricopre una superficie di 1.417 chilometri quadrati e nel 2010 ospitava una popolazione di circa 38.000 abitanti.